# Drosophila serripaenula
Drosophila serripaenula este o specie de muște din genul Drosophila, familia Drosophilidae, descrisă de Toyohi Okada și Carson în anul 1982. Conform Catalogue of Life specia Drosophila serripaenula nu are subspecii cunoscute.